# La Ferrière-Béchet
La Ferrière-Béchet é uma comuna francesa na região administrativa da Normandia, no departamento Orne. Estende-se por uma área de 13,73 km². Em 2010 a comuna tinha 243 habitantes (densidade: 17,7 hab./km²).